# Canthochilum platycnemis
Canthochilum platycnemis är en skalbaggsart som beskrevs av T. Keith Philips och Ivie 2008. Canthochilum platycnemis ingår i släktet Canthochilum och familjen bladhorningar. Inga underarter finns listade.